# Et pour quelques billes de plus
Pour le livre autobiographique, voir Joseph Joffo#Affaire Maurice Joffo.
 (janvier 2025).
Si vous disposez d'ouvrages ou d'articles de référence ou si vous connaissez des sites web de qualité traitant du thème abordé ici, merci de compléter l'article en donnant les références utiles à sa vérifiabilité et en les liant à la section « Notes et références ».
Et pour quelques billes de plus (en néerlandais Voor een paar knikkers meer) est un court-métrage néerlandais de 11 minutes réalisé par Jelmar Hufen sorti en 2006.

## Synopsis
Quatre enfants, environ dix ans, sont chassés de leur jardin de récréation par deux alcooliques. Si leurs parents ne peuvent pas les aider, parce qu'ils sont trop pressés, les enfants ont n’aucune possibilité de se défendre. Il y a une seule solution. Ils cherchent l’aide d’un garçon ”dangereux” qui demeure dans leur quartier. Après ce moment les quatre enfants plongent dans une aventure captivante.

## Fiche technique
- Titre :  Et pour quelques billes de plus
- Titre original : Voor een paar knikkers meer
- Réalisation : Jelmar Hufen
- Scénario : Jelmar Hufen
- Production : Jelmar Hufen, Christoph Koelemeijer
- Musique : Maarten Spruijt
- Photographie : Aage Hollander
- Montage : Marco Mocking, Jelmar Hufen
- Décors : Femke Hoebe
- Pays d'origine :  Pays-Bas
- Format : Couleurs - 1,85:1 – Digital 5.1
- Genre : Aventure
- Durée : 11 minutes
- Date de sortie : 
  - Pays-Bas : 27 septembre 2006

## Distribution
- Jack Wouterse : Père de la petite fille
- Bracha van Doesburgh : Mère de la petite fille
- Victor Löw : Père de Michael
- Halina Reijn : Mère de Michael
- Edo Brunner
- Rob Prenger
- Tom Schild : Michiel
- Pauline Winckel : la petite fille
- Aidan Vernée : garçon à la chemise jaune
- Ruben van den Besselaar : garçon à la chemise verte
- Merijn van Heiningen : garçon en noir

## Récompenses
- Silver Remi - Meilleur court métrage pour enfants - WorldFest Houston Int’l Film Festival, États-Unis
- Kuki 2 Award - Meilleur court métrage pour enfants - Interfilm Short film Festival Berlin, Allemagne
- Meilleur réalisateur - Young Cuts Film Festival, Canada
- DokuKids Award – Dokufest International documentary and short film festival, Kosovo
- Ritsapoika Award - International Childrens Film Festival Leffis, Finlande
- Prix de la meilleure photographie - Arrivano I Corti Festival del cortometraggio, Italie
- Meilleur court métrage – International Short Film Festival Open Screen, Pays-Bas
- Prix du Jury – Realisation – Almost Famous Film Festival, États-Unis
- Prix du Jury – Scénario – Almost Famous Film Festival, États-Unis
- International Filmmaker Award - New Strand Film Festival, États-Unis
- 2e place ‘Meilleur court-métrage dramatique – the End of the Pier International Film Festival, Royaume-Uni
- 2e place ‘Meilleur court métrage européen – the End of the Pier International Film Festival, Royaume-Uni
- Mention spéciale - Schlingel Int’l Film Festival for Children and Young Audience, Allemagne